# Cocuy
Cocuy est l'une des trois paroisses civiles de la municipalité de Río Negro dans l'État d'Amazonas au Venezuela. Sa capitale est Santa Lucía.